# Даксланден (Карлсруэ)
Даксланден (нем. Daxlanden) — бывшая рыбацкая деревушка, ныне район немецкого города Карлсруэ, в Баден-Вюртемберге. Расположен на западной окраине города, недалеко от Рейна и от реки Альб, граничит с городскими районами Грюнвинкель на востоке, и Мюльбург на севере. В Даксландене проживает около 12.000 жителей.
Шутливое прозвище жителей Даксландена — Schlaucher.

## История
Даксланден впервые упоминается в 1261 году в папском документе, как «villa daslar», хотя безусловно старше. Право собственности на него имели монастырь «Вайссенбург» («Weissenburg») и монастырь «Готтесауэ» («Gottesaue»).
В 1369 году впервые упоминается мельница Аппена (нем. Appenmühle), в подтверждении документа о дарении баденскому городскому госпиталю. В собственности госпиталя она находилась вплоть до 18 века, и была главной мельницей для ближайших общин Булах, Байертхайм, Мюльбург, Даксланден и Книлинген.
Архиепископ Фридрих Кёльнский в 1407 году решает спор о правах охоты в «Daheslarerau» и в других областях между королём Рупрехтом III Пфальцским и маркграфом Бернхардом Баденским в пользу последнего.
В 1463 году Даксланден получил собственный церковный приход, раньше в церковном плане принадлежа Форхайму (Forchheim). При разделении маркграфства Баден в 1535 году Даксланден вошёл в состав Баден-Бадена, в административном смысле подчиняясь амту Эттлинген. Золотодобыча (мытьё золота) переживает в 1579 году время расцвета, а с 18-го столетия становится непродуктивной.
6 марта 1651 года произошла наибольшая экологическая катастрофа Даксландена. После прорыва плотины на Рейне 700 акров поля, 20 домов и церковь были разрушены наводнением. Половина населённого пункта таким образом опустилась под воды Рейна. После многочисленных наводнений, которые опустошили низменность,
поэтому новый Даксланден был восстановлен на высоком берегу реки и сооружены новые постройки.
Во время Тридцатилетней войны была уничтожена мельница, восстановленная снова в 1665 году.

## Экономика и инфраструктура
В Даксландене на Феттвайсштрассе находится паротурбинная электростанция на Рейне, принадлежащая концерну «EnBW Kraftwerke AG». На реке Альб находится имеющая большое историческое значение мельница Аппен, которая после разрушения во время Второй мировой войны, восстановлена, как послевоенная новостройка и реконструирована в 2000 году теперь является частью ГЭС. Поблизости находится бункер мельницы, в котором было сооружено бомбоубежище в 1942/43 годах для защиты населения и сегодня используется музыкальными группами в качестве помещения для репетиций.